# مراد أكواز
مراد أكواز (بالتركية: Murat Akyüz)‏ هو لاعب كرة قدم تركي في مركز الدفاع، ولد في 13 أغسطس 1981 في إسطنبول في تركيا. لعب مع أضنة دمير سبور وأوردو سبور ودينيزلي سبور وسامسون سبور وعثمانلي سبور وغلطة سراي وقيصري إيرسيسبور وكارسياكا ومعمورة العزيز سبور.

## وصلات خارجية
- مراد أكواز على موقع اتحاد تركيا (لاعب) (الإنجليزية)
- مراد أكواز على موقع قاعدة بيانات كرة القدم.إي يو (الإنجليزية)
- مراد أكواز على موقع Soccerway.com (الإنجليزية)
- مراد أكواز على موقع عالم كرة القدم.نت (الإنجليزية)